# Ronde van de Finistère 2015
De 30e editie van de wielerwedstrijd Ronde van de Finistère werd gehouden op 18 april 2015. De start was in Saint-Évarzec, de finish in Quimper. De wedstrijd maakte deel uit van de UCI Europe Tour 2015, in de categorie 1.1. In 2014 won de Belg Antoine Demoitié. Dit jaar won zijn landgenoot Tim De Troyer.

## Deelnemende ploegen
| WorldTour        | ProContinentaal              | Continentaal            |
| ---------------- | ---------------------------- | ----------------------- |
| AG2R La Mondiale | Bretagne-Séché Environnement | Armée de Terre          |
| FDJ              | Cofidis                      | Auber 93                |
|                  | Europcar                     | Marseille 13 KTM        |
|                  | Wanty-Groupe Gobert          | Roubaix Lille Métropole |
|                  |                              | Amore & Vita-Selle SMP  |
|                  |                              | Murias Taldea           |
|                  |                              | Vorarlberg              |
|                  |                              | Wallonie-Bruxelles      |

## Uitslag
| Ronde van de Finistère 2015 |                      |                              |          |
| Plaats                      | Naam                 | Ploeg                        | tijd     |
| Winnaar                     | Tim De Troyer        | Wanty-Groupe Gobert          | 4u48'42" |
| 2                           | Jérôme Baugnies      | Wanty-Groupe Gobert          | + 9"     |
| 3                           | Julien Simon         | Cofidis                      | z.t.     |
| 4                           | Alexandre Geniez     | FDJ                          | z.t.     |
| 5                           | Julien Antomarchi    | Roubaix Lille Métropole      | z.t.     |
| 6                           | Maxime Renault       | Auber 93                     | z.t.     |
| 7                           | Frederik Backaert    | Wanty-Groupe Gobert          | z.t.     |
| 8                           | Jonathan Hivert      | Bretagne-Séché Environnement | z.t.     |
| 9                           | Julien Guay          | Auber 93                     | z.t.     |
| 10                          | Ignatas Konovalovas  | Marseille 13 KTM             | z.t.     |
| 11                          | Clément Saint-Martin | Marseille 13 KTM             | z.t.     |
| 12                          | Alexandre Pichot     | Europcar                     | z.t.     |
| 13                          | César Bihel          | Auber 93                     | z.t.     |
| 14                          | Pierrick Fédrigo     | Bretagne-Séché Environnement | z.t.     |
| 15                          | Rémy Di Grégorio     | Marseille 13 KTM             | + 12"    |
| 16                          | Romain Combaud       | Armée de Terre               | z.t.     |
| 17                          | Jimmy Turgis         | Roubaix Lille Métropole      | z.t.     |
| 18                          | Théo Vimpère         | Auber 93                     | + 15"    |
| 19                          | Quentin Pacher       | Armée de Terre               | + 18"    |
| 20                          | Julien Duval         | Armée de Terre               | + 19"    |

Etappewedstrijden

 Ster van Bessèges · 
 Ronde van de Algarve · 
 Ruta del Sol · 
 Ronde van de Haut-Var · 
 Driedaagse van West-Vlaanderen · 
 Internationale Wielerweek · 
 Internationaal Wegcriterium · 
 Driedaagse van De Panne-Koksijde · 
 Ronde van de Sarthe · 
 Ronde van Castilië en León · 
 Ronde van Trentino · 
 Ronde van Kroatië · 
 Ronde van Turkije · 
 Ronde van Yorkshire · 
 Ronde van Asturië · 
 Vierdaagse van Duinkerke · 
 Ronde van Azerbeidzjan · 
 Ronde van Madrid · 
 Ronde van Beieren · 
 Ronde van Picardië · 
 Ronde van Noorwegen · 
 World Ports Classic · 
 Tour des Fjords · 
 Ronde van Estland · 
 Ronde van België · 
 Ronde van Luxemburg · 
 Boucles de la Mayenne · 
 Ster ZLM Toer · 
 Ronde van Slovenië · 
 Route du Sud · 
 Sibiu Cycling Tour · 
 Ronde van Oostenrijk · 
 Ronde van Wallonië · 
 Ronde van Portugal · 
 Ronde van Burgos · 
 Ronde van Denemarken · 
 Ronde van de Ain · 
 Ronde van Tsjechië · 
 Arctic Race of Norway · 
 Ronde van de Limousin · 
 Ronde van Poitou-Charentes · 
 Ronde van Groot-Brittannië · 
 Ronde van Gévaudan Languedoc-Roussillon · 
 Eurométropole Tour
Eendaagse wedstrijden

 Trofeo Santanyí-Ses Salines-Campos · 
 Trofeo Andratx-Mirador d'Es Colomer · 
 Trofeo Serra de Tramuntana · 
 Trofeo Playa de Palma-Palma · 
 GP La Marseillaise · 
 Grote Prijs van de Etruskische Kust · 
 Ronde van Murcia · 
 Clásica de Almería · 
 Trofeo Laigueglia · 
 Omloop Het Nieuwsblad · 
 Classic Sud Ardèche · 
 GP Lugano · 
 La Drôme Classic · 
 Kuurne-Brussel-Kuurne · 
 Le Samyn · 
 Strade Bianche · 
 Ronde van Drenthe · 
 Dwars door Drenthe · 
 Nokere Koerse · 
 GP Nobili Rubinetterie · 
 Handzame Classic · 
 Ronde van Zeeland Seaports · 
 Classic Loire-Atlantique · 
 Grote Prijs van Cholet-Pays de Loire · 
 Dwars door Vlaanderen · 
 Classica Corsica · 
 Route Adélie de Vitré · 
 Grote Prijs Miguel Indurain · 
 Volta Limburg Classic · 
 Ronde van La Rioja · 
 Parijs-Camembert · 
 Scheldeprijs · 
 Klasika Primavera · 
 Brabantse Pijl · 
 GP Denain · 
 Ronde van de Finistère · 
 Tro Bro Léon · 
 La Roue Tourangelle · 
 Ronde van de Apennijnen · 
 Grote Prijs van de Somme · 
 Grote Prijs van Plumelec · 
 ProRace Berlin · 
 Boucles de l'Aulne · 
 GP Kanton Aargau · 
 Ronde van Keulen · 
 Ronde van Limburg · 
 Velothon Wales · 
 Halle-Ingooigem · 
 Trofeo Matteotti · 
 GP Cerami · 
 GP Industria & Artigianato-Larciano · 
 Prueba Villafranca de Ordizia · 
 Ronde van Toscane · 
 Circuito de Getxo · 
 Polynormande · 
 RideLondon Classic · 
 GP Stad Zottegem · 
 Arnhem-Veenendaal Classic · 
 GP Jef Scherens · 
 Druivenkoers Overijse · 
 Schaal Sels · 
 Brussels Cycling Classic · 
 GP Fourmies · 
 Velothon Stockholm · 
 Ronde van de Doubs · 
 Coppa Bernocchi · 
 Coppa Agostoni · 
 GP van Wallonië · 
 Kampioenschap van Vlaanderen · 
 Memorial Marco Pantani · 
 Grote Prijs Impanis-Van Petegem · 
 GP van Isbergues · 
 GP Industria & Commercio di Prato · 
 Omloop van het Houtland · 
 Duo Normand · 
 Ronde van de Drie Valleien · 
 Milaan-Turijn · 
 Ronde van Piemonte · 
 Ronde van het Münsterland · 
 Ronde van de Vendée · 
 Memorial Frank Vandenbroucke · 
 Coppa Sabatini · 
 Parijs-Bourges · 
 Ronde van Emilia · 
 GP Beghelli · 
 Parijs-Tours · 
 Nationale Sluitingsprijs · 
 Chrono des Nations